# MagnifiScience Centre

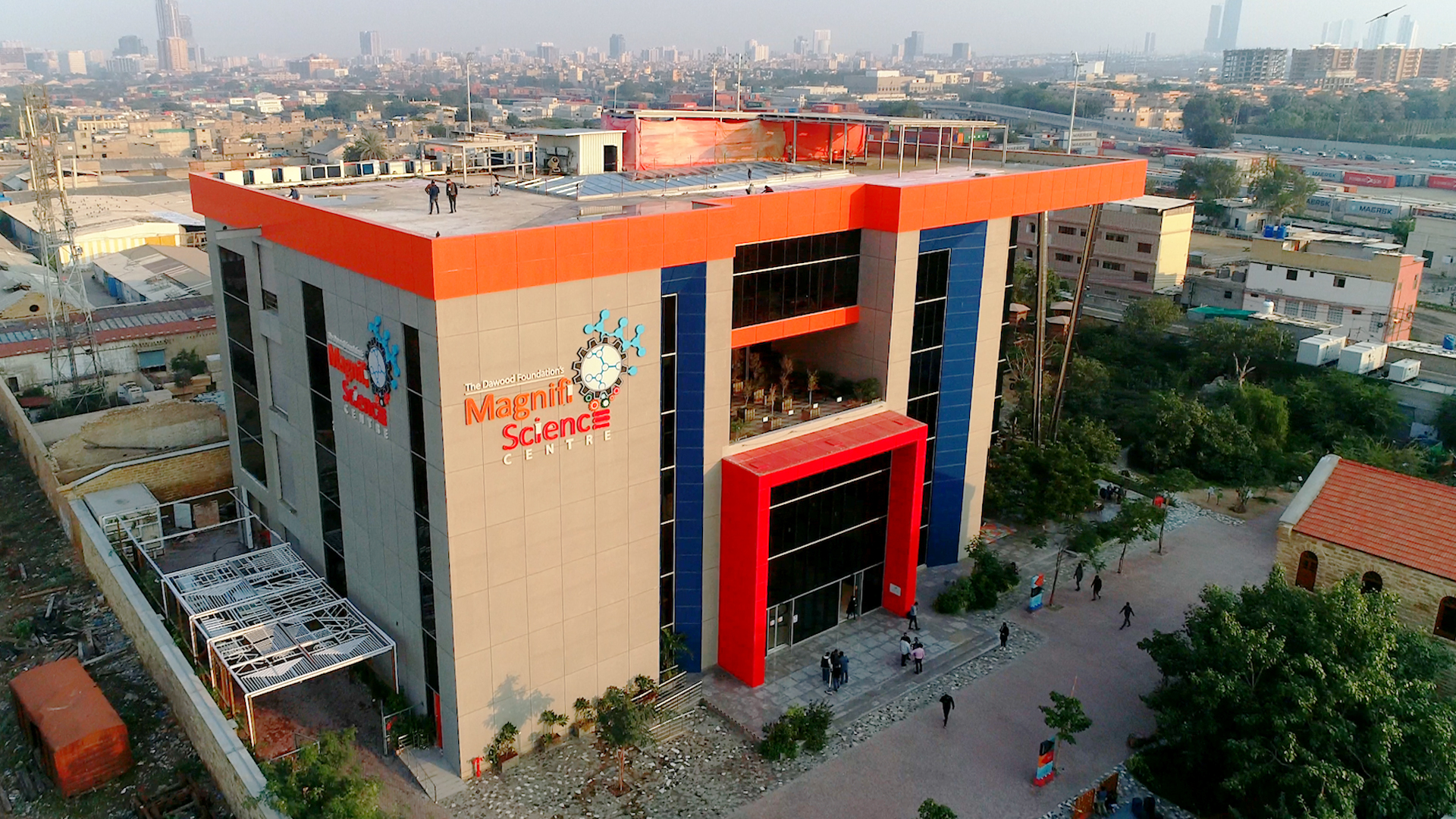
Das MagnifiScience Centre in Karatschi, 2022

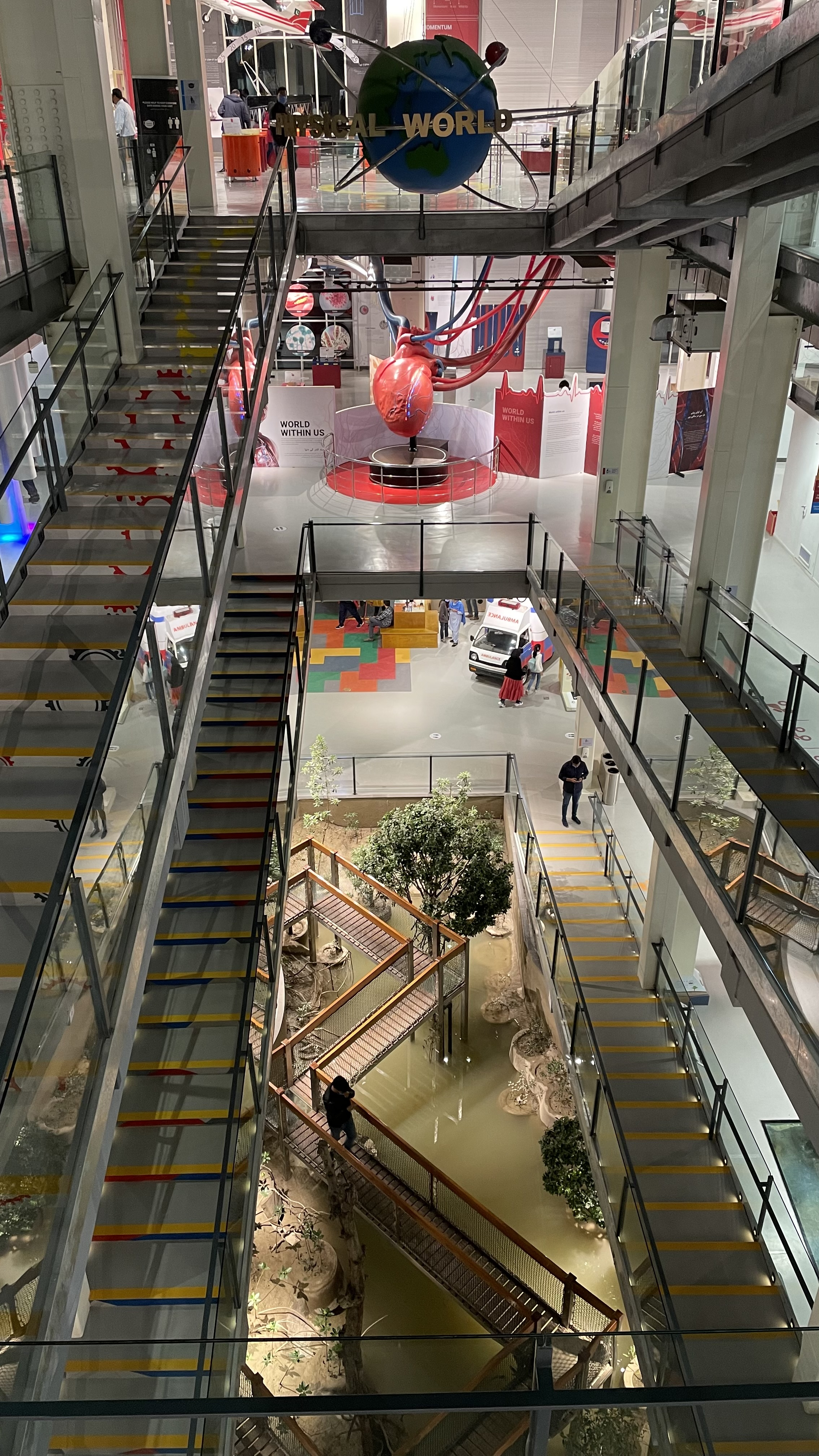
Blick über die Etagen im Gebäude

Das MagnifiScience Centre (MSC) ist ein nach dem Science-Center-Konzept gestaltetes Ausstellungshaus in der pakistanischen Stadt Karatschi. Es wird von einer gemeinnützigen Stiftung betrieben, gezeigt werden Ausstellungsgegenstände, um das Interesse an wissenschaftlichem Denken, Bildung, Wissen und wissenschaftlicher Methodik zu fördern.
Der überwiegende Teil der Ausstellungsstücke ist interaktiv ausgelegt und fordert damit direkt zur aktiven Auseinandersetzung mit der Thematik auf. Diese Interaktivität ist besonders für Kindern geeignet, erreicht aber auch Menschen aller anderen Altersgruppen eher als herkömmliche dokumentarische Museumskonzepte.
Das mehrstöckige Gebäude nahe dem Hauptbahnhof an der I. I. Chundrigar Road, dem Geschäfts- und Finanzzentrum der Hafenmetropole, wurde im September 2021 geöffnet. Gemäß seiner Vision „Wissenschaft für alle (Science is for everyone)“ fördert das MSC die wissenschaftliche Bildung durch eine interaktive, erlebnisorientierte und informelle Art, die die Neugier zu wecken und kritisches Denken und Problemlösung zu fördern beabsichtigt. Ein informeller und integrativer Ansatz will Barrieren in der MINT-Bildung im Land beseitigen, auch für Menschen mit körperlichen Behinderungen oder Seh-, Sprach- und Hörbehinderungen.
Die interaktiven Ausstellungsstücke, die überwiegend vor Ort hergestellt wurden, ermöglichen es den Besuchern, sich selbständig mit verschiedenen wissenschaftlichen Konzepten und Ideen auseinanderzusetzen und den wissenschaftlichen Kontext im Alltag zu verdeutlichen. Im zentralen Innenteil des Gebäudes wurde ein Mangroven-Ökosystem angelegt, was die ökologische Bedeutung dieser Feuchtlebensräume entlang der pakistanischen Küste erklärt.
Das MagnifiScience Centre ist ein Projekt der Dawood Foundation, einer Non-Profit-Organisation, die vom Pakistan Center for Philanthropy (PCP) zertifiziert ist, und wird durch diese betrieben.